# Żdżary (Dęblin)
Żdżary (dawniej także Zdżary) – część miasta Dęblina w województwie lubelskim, w powiecie ryckim, dawniej samodzielna miejscowość. Leży na wschodzie miasta, w okolicy ulic Środkowej i Kockiej, przy drodze na Krasnogliny.

## Historia
Dawniej samodzielna miejscowość. Od 1867 w gminie Iwanowskie Sioło w powiecie nowoaleksandryjskim, od 1870 w nowo utworzonej gminie Irena. W okresie międzywojennym miejscowość należała dopowiatu puławskiego w woj. lubelskim. W 1921 roku liczba mieszkańców wynosiła 359. 1 września 1933 utworzono gromadę Żdżary w granicach gminy Irena, składającą się z samej wsi Żdżary. 1 kwietnia 1939 Żdżary wraz z cała gminą Irena przyłączono do woj. warszawskiego i powiatu garwolińskiego.
Podczas II wojny światowej Żdżary włączono do Generalnego Gubernatorstwa (dystrykt lubelski, powiat puławski), nadal w gminie Irena. W 1943 roku liczba mieszkańców wynosiła 879.
Po wojnie Żdżary powróciły do powiatu garwolińskiego w woj. warszawskim jako jedna z 15 gromad gminy Irena. W związku z reorganizacją administracji wiejskiej jesienią 1954, miejscowość weszła w skład nowej gromady Dęblin. 
Po pięciu tygodniach, 13 listopada 1954, gromadę Dęblin zniesiono w związku z przekształceniem jej obszaru w miasto Dęblin, przez co Żdżary stały się integralną częścią Dęblina.